# OptiPlex

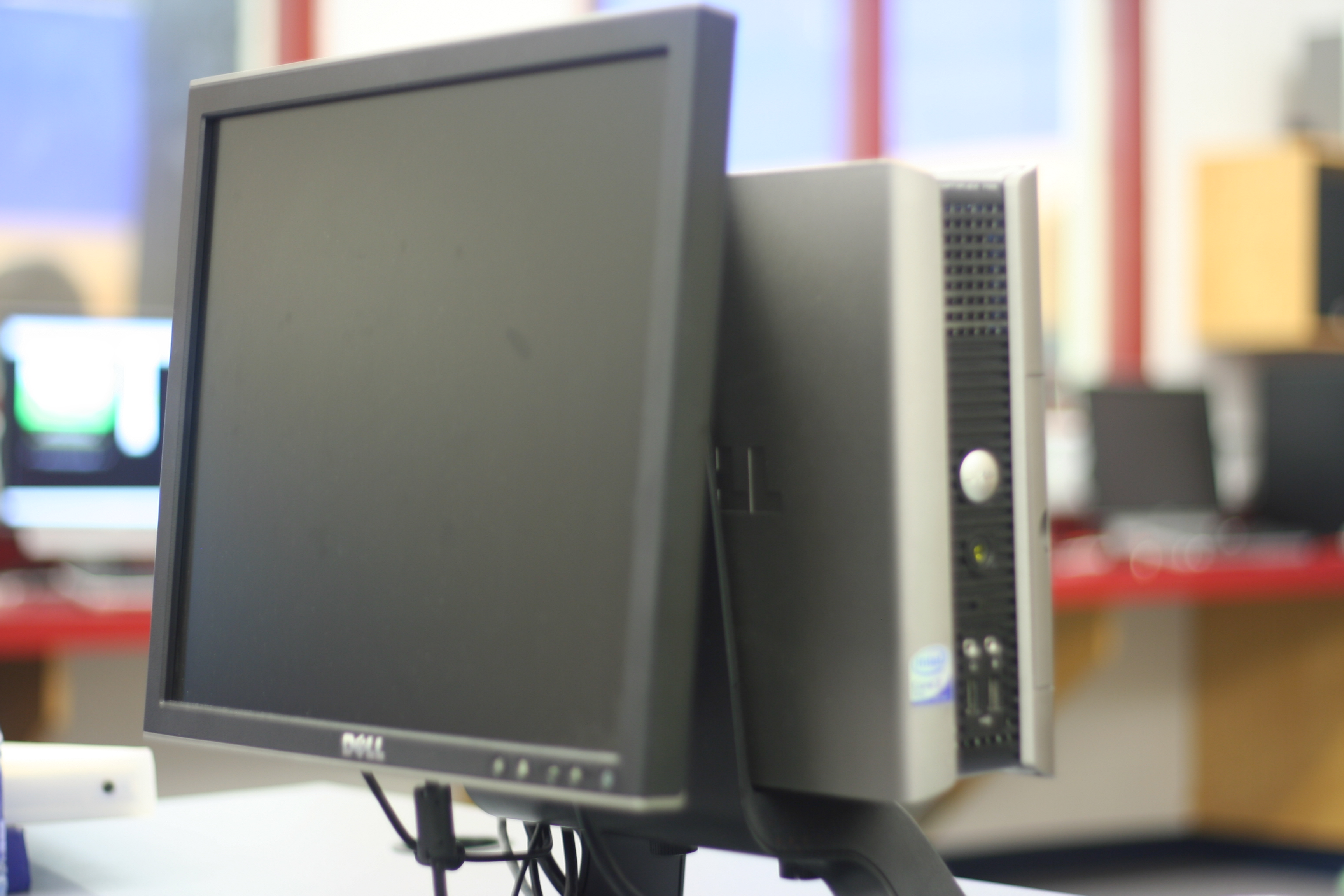
Dell OptiPlex 755

Seria de calculatoare Optilex este orientată către clienții corporativi, structuri guvernamentale și sfera educațională. Aceste calculatoare de obicei sunt create pe baza procesoarelor Intel, începând cu modelele recente Core 2, dar există și modele cu procesoare de la AMD.

### Carcase
Noile modele OptiPlex sunt confecționate pentru placi de bază în standardul BTX.
Seriile de carcase OptiPlex sunt de diferite dimensiuni, care au evoluat pentru a satisface cerințele noi de piață.

### Culoarea Clasic Beige
| Chassis           | Înălțime              | Lungime                | Adâncime              | 5.25" unități externe | 3.5" unități externe | 3.5" unități interne |
| ----------------- | --------------------- | ---------------------- | --------------------- | --------------------- | -------------------- | -------------------- |
| Small form Factor | 9.14 cm (3.6 inches)  | 31.75 cm (12.5 inches) | 37.8 cm (14.9inches)  | 1 slim optical        | 1.44 floppy          | (1) 3.5" HDD         |
| low-profile       | 10.9 cm (4.3 inches)  | 40.9 cm (16.1 inches)  | 43.7 cm (17.2 inches) | 1                     | 1.44 floppy          | 1                    |
| Midsize           | 16.5 cm (6.5 inches)  | 41.9 cm (16.5 inches)  | 44.5 cm (17.5 inches) | 2                     | 1.44 floppy          | 2 HDD                |
| Mini-tower        | 44.5 cm (17.5 inches) | 20.6 cm (8.1 inches)   | 43.7 cm (17.2 inches) | 3                     | 1.44 floppy          | 2 HDD                |